# 현풍고등학교
현풍고등학교(玄風高等學校)는 대한민국 대구광역시 달성군 현풍읍 성하리에 위치한 사립 고등학교이다.

## 학교 연혁
- 1953년 6월 26일 : 재단법인 견사학원 설립인가, 곽수득 이사장 취임
- 1954년 3월 6일 : 현풍고등학교 설립인가
- 1957년 2월 25일 : 곽수룡 교장 취임
- 1964년 12월 14일 : 김한곤 이사장 취임 (현풍학원 재단 인수)
- 1966년 4월 16일 : 현풍학원을 구암학원으로 명의 변경
- 1966년 8월 17일 : 구암학원과 견사학원 합병
- 1969년 11월 30일 : 구암관(강당) 준공
- 1988년 2월 9일 : 성곡관 (도서실, 시청각실) 준공
- 1995년 10월 18일 : 기숙사 준공 (지상 4층, 지하 1층)
- 2001년 11월 5일 : 남녀공학 개편을 위한 학칙변경인가
- 2005년 1월 14일 : 태아관 준공
- 2015년 11월 22일 : 급식실 식당 준공 (지상2층)
- 2016년 12월 29일 : 김지용 이사장 취임
- 2018년 3월 2일 : 통계교육 연구학교 선정
- 2019년 9월 1일 : 조진섭 중.고교장 취임

## 참고 자료
- 현풍고등학교 - 한국교육학술정보원 학교알리미